# 1-庚烯
1-庚烯（英語：1-heptene）是含有7個碳原子的直鏈烯烴，化學式為C7H14或H(CH2)5CH=CH2，活性強烈。主要用途是作為有機化合物合成時的催化劑。庚烯常混合於烷類之中，石油分餾後丙烷或丁烷層可再分離出少量庚烯。毒性不強，可溶於大部分有機化合物，以乙醇、乙醚及丙酮之溶解度較高。

## 製備
於反應瓶中加入正丁基溴化镁、干燥的鎂和少量的碘。 慢慢滴加乙醚並配成溶液。先加 入约10mL，稍微加热以促进反应的进行。待反应較為劇烈後，移去热源，滴加由乙醚配成的溶液，控制滴加速度，以確保反应不至于太剧烈。持續攪拌，直到完全反应完成。冷却后得正丁基溴化镁溶液。再於漏斗中加入烯丙基溴及乙醚溶液，将反应瓶用冷水冷却，慢慢滴加溶液，滴加速度控制在乙醚微微沸腾。加完之后使其繼續反应一段時間。冷却后慢慢倒入碎冰中，将固体物粉碎，加入稀硫酸或浓的硫酸铵溶液分化產物。分出乙醚层，以硫酸铵溶液洗涤以除去镁，无水硫酸镁干燥。最後分馏並收集93～95℃的镏分。